# Kaoru Asano
Kaoru Asano (Osaka, 19 mei 1973) is een voormalig Japans voetballer.

## Carrière
Kaoru Asano speelde tussen 1992 en 1995 voor Gamba Osaka.

## Statistieken
| Japan   | Japan       | Japan       | League | League | Emperor's Cup | Emperor's Cup | J-League Cup | J-League Cup | Totaal | Totaal |
| Seizoen | Club        | League      | Wed.   | Goals  | Wed.          | Goals         | Wed.         | Goals        | Wed.   | Goals  |
| ------- | ----------- | ----------- | ------ | ------ | ------------- | ------------- | ------------ | ------------ | ------ | ------ |
| 1992    | Gamba Osaka | J. League 1 | -      | -      |               |               | 0            | 0            | 0      | 0      |
| 1993    | Gamba Osaka | J. League 1 | 3      | 0      | 0             | 0             | 0            | 0            | 3      | 0      |
| 1994    | Gamba Osaka | J. League 1 | 0      | 0      |               |               | 0            | 0            | 0      | 0      |
| 1995    | Gamba Osaka | J. League 1 | 0      | 0      |               |               | -            | -            | 0      | 0      |
| Totaal  | Totaal      | Totaal      | 3      | 0      | 0             | 0             | 0            | 0            | 3      | 0      |